# 론다 (스페인)
론다(Ronda)는 스페인 안달루시아 지방의 주인 말라가주의 도시로 인구는 36,827명(2009년 기준), 면적은 481.31km2이다. 말라가에서 약 100km 정도 떨어진 곳에 위치한다.
론다 인근에 위치한 쿠에바데라필레타(Cueva de la Pileta) 동굴에서 동굴 벽화가 발견되었기 때문에 신석기 시대부터 사람이 살았던 것으로 추정된다. 기원전 6세기에 켈트족들에 의해 아룬다(Arunda)라는 이름의 마을이 설립되었다. 페니키아인들은 이 곳에 아시니포(Acinipo)라는 이름의 마을을 세웠다. 기원전 3세기에는 고대 로마의 스키피오 아프리카누스 장군에 의해 요새화되었고 율리우스 카이사르 시대에는 도시 칭호를 받게 된다.
론다는 투우의 발상지로 널리 알려져 있다. 특히 1784년에 건설된 신고전주의 건축 양식의 투우장인 론다 투우장(Plaza de Toros de Ronda)은 스페인에서 오랜 역사를 가진 투우장 가운데 한 곳으로 여겨진다. 1759년에 착공하여 1793년에 준공된 누에보 다리(Puente Nuevo) 등 수많은 문화 유산이 남아 있다.